# Julen Olaizola
Julen Imanol Olaizola González (San Sebastián, 4 marzo 1993) è un cestista spagnolo.

## Carriera
Cresciuto nelle giovanili del Real Madrid, ha esordito in Liga ACB nel 2011 con la maglia del Lagun Aro, disputando 6 partite nella stagione 2011-12. Nello stesso periodo ha militato in LEB Plata con l'Iraurgi Saski Baloia. Dal 2012-13 entra a far parte del roster del Lagun Aro.
Nel suo palmarès figura il bronzo ai FIBA EuroBasket Under-20 2012.

## Palmarès
- Copa Princesa de Asturias: 1

San Sebastián: 2020